# D-ピニトールデヒドロゲナーゼ
D-ピニトールデヒドロゲナーゼ（D-pinitol dehydrogenase）は、次の化学反応を触媒する酸化還元酵素である。
反応式の通り、この酵素の基質は1D-3-O-メチル-chiro-イノシトールとNADP+、生成物は2D-5-O-メチル-2,3,5/4,6-ペンタヒドロキシシクロヘキサノンとNADPHとH+である。
組織名は1D-3-O-methyl-chiro-inositol:NADP+ oxidoreductaseで、別名に5D-5-O-methyl-chiro-inositol:NADP+ oxidoreductaseがある。